# Mungo Park

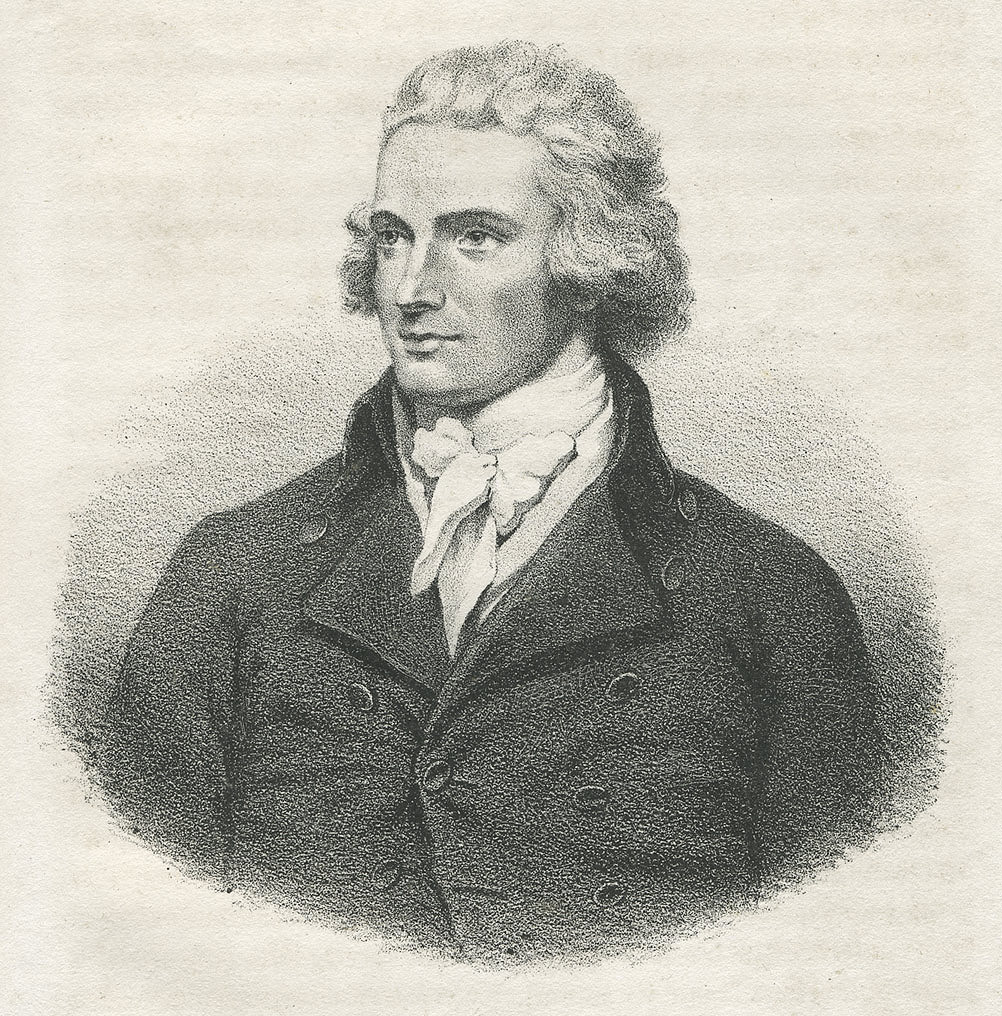
Mungo Park

Mungo Park (* 11. September 1771 in Foulshiels bei Selkirk, Schottland; † Januar/Februar 1806 bei Bussa, Nigeria) war ein britischer Afrikareisender.
Seine beiden Reisen (1795–1797 und 1805–1806) führten ihn über den Fluss Gambia an den Lauf des Nigers. Bei seiner ersten Reise im Auftrag der African Association geriet er in Gefangenschaft, konnte jedoch mittellos fliehen. Er überlebte nur durch die Hilfe eines Afrikaners. Sein daraufhin veröffentlichter Reisebericht Travels in the Interior of Africa war damals schon ein Bestseller und gilt noch heute als Klassiker. Bei seiner zweiten Reise an den Niger, die durch die britische Regierung finanziert wurde, kam er 1806 ums Leben.

## Kindheit, Jugend und Ausbildung
Mungo Park wurde höchstwahrscheinlich am 11. September 1771 auf einem Bauernhof in Foulshiels am Fluss Yarrow Water bei Selkirk, Scottish Borders, geboren. Das ist das Datum, wie es im Taufbuch angegeben ist, wenngleich etliche ältere Biographien und Schriften den 10. September als Geburtsdatum nennen. Er war das siebte von insgesamt 13 Kindern. Während seiner Kindheit beschrieben seine Mitmenschen ihn vorwiegend als „zurückhaltend“ (Lit: Müller, 1980, S. 22) – eine Einschätzung, die ihm auch später oft zuteilwurde.
Parks Eltern waren als Farmer nicht wohlhabend, hatten jedoch genug Geld, um ihren Kindern eine gute Ausbildung zu ermöglichen. Mungo wurde „strenggläubig“ calvinistisch erzogen, und seine Eltern drängten ihn, Geistlicher zu werden. Dennoch ging er 1785 mit 14 Jahren beim Landarzt Thomas Anderson in Selkirk in die Lehre. Während dieser dreijährigen Ausbildung lernte er dessen Kinder Allison und Alexander kennen. Allison wurde später seine Frau. Alexander wiederum nahm als Parks engster Vertrauter an der zweiten Expedition teil und kam dabei ums Leben.
Im Herbst 1788 zog Park nach Edinburgh, um an der dortigen Universität bis zum Sommer 1792 die Fächer Anatomie und Chirurgie zu studieren. Jedoch faszinierte ihn die Botanik mehr als sein medizinisches Studiengebiet.
Nach Beendigung seines Studiums unternahm Park zusammen mit seinem Schwager James Dickson botanische Wanderungen durch die Schottischen Highlands. Dickson, Autodidakt und anerkannter Fachmann der Botanik, hatte sich als Samenhändler am Covent Garden in London einen Namen gemacht. Er war Mitglied der Linnean Society of London, in welcher auch Sir Joseph Banks, der Präsident der Royal Society und selbst begeisterter Botaniker, verkehrte. Es muss noch 1792 gewesen sein, als Park während eines Besuchs bei seiner Schwester Margaret und seinem Schwager James Dickson mit dem einflussreichen Joseph Banks bekannt wurde.
Auf die Empfehlung von Joseph Banks hin wurde Mungo Park Assistenzarzt an Bord des Ostindienfahrers Worcester, welcher am 5. April 1793 in Portsmouth mit militärischem Geleit für ein Jahr nach Benkulen, Sumatra, aufbrach. Das militärische Geleit war durch den Krieg zwischen Großbritannien und Frankreich notwendig. Nach seiner Rückkehr 1794 präsentierte Park für die Linnean Society einen Vortrag über Acht kleine Fische von der Küste Sumatras, darunter auch unbekannte Arten. Bis zu seinem Tode blieb Park außerordentliches Mitglied dieser Gelehrtengesellschaft (Lit.: Müller, 1980, S. 27).
An Bord der Worcester lernte er auch astronomische Grundkenntnisse und Methoden, um geographische Breite und Länge bestimmen zu können (Lit.: Müller, 1980, S. 30). Dadurch empfahl er sich der African Association als zukünftiger Reisender. Zudem war er Arzt, konnte also notfalls sich selbst und auch andere behandeln, was ihm aus Sicht der Association eventuell den Respekt der Afrikaner einbringen könnte. Als erfahrener Amateur-Botaniker war er in der Lage, Beschreibungen und Skizzen unbekannter Spezies anzufertigen. Darüber hinaus hatte er während der Reise nach Sumatra bewiesen, dass er dem feuchtwarmen Tropenklima gewachsen war.
Seine Beziehungen zu Joseph Banks erwiesen sich nun als Sprungbrett, um über die African Association seinen Hunger nach Ruhm und Abenteuerlust zu stillen. Denn, so Park in einem Brief an seinen Schwager Alexander vor der ersten Reise: „wenn ich Erfolg habe, werde ich mir einen größeren Namen als [ein Mann?] jemals zuvor erwerben!“

## Politischer und geographischer Rahmen
Mungo Parks Unternehmungen werden von den Koalitionskriegen eingerahmt. In diesen kämpfte Großbritannien an der Seite unterschiedlicher Bündnispartner vom 1. Februar 1793 mit kleinen Unterbrechungen 22 Jahre lang gegen das republikanische Frankreich. Obwohl Park aus Schottland stammte, verhielt er sich stets loyal zum britischen Königreich. So waren auch seine Briefe nach Selkirk, Nord-Britannien, und nicht Schottland adressiert (Lit.: Müller, 1980, S. 16).
Eine weitere Klammer bildete die Unabhängigkeit der USA von Großbritannien. Großbritannien suchte nun nach neuen Kolonien und Märkten. Der weitestgehend noch unbekannte afrikanische Kontinent wurde bislang nur für das lukrative Sklavengeschäft genutzt und weckte Hoffnungen auf ein zweites Amerika.

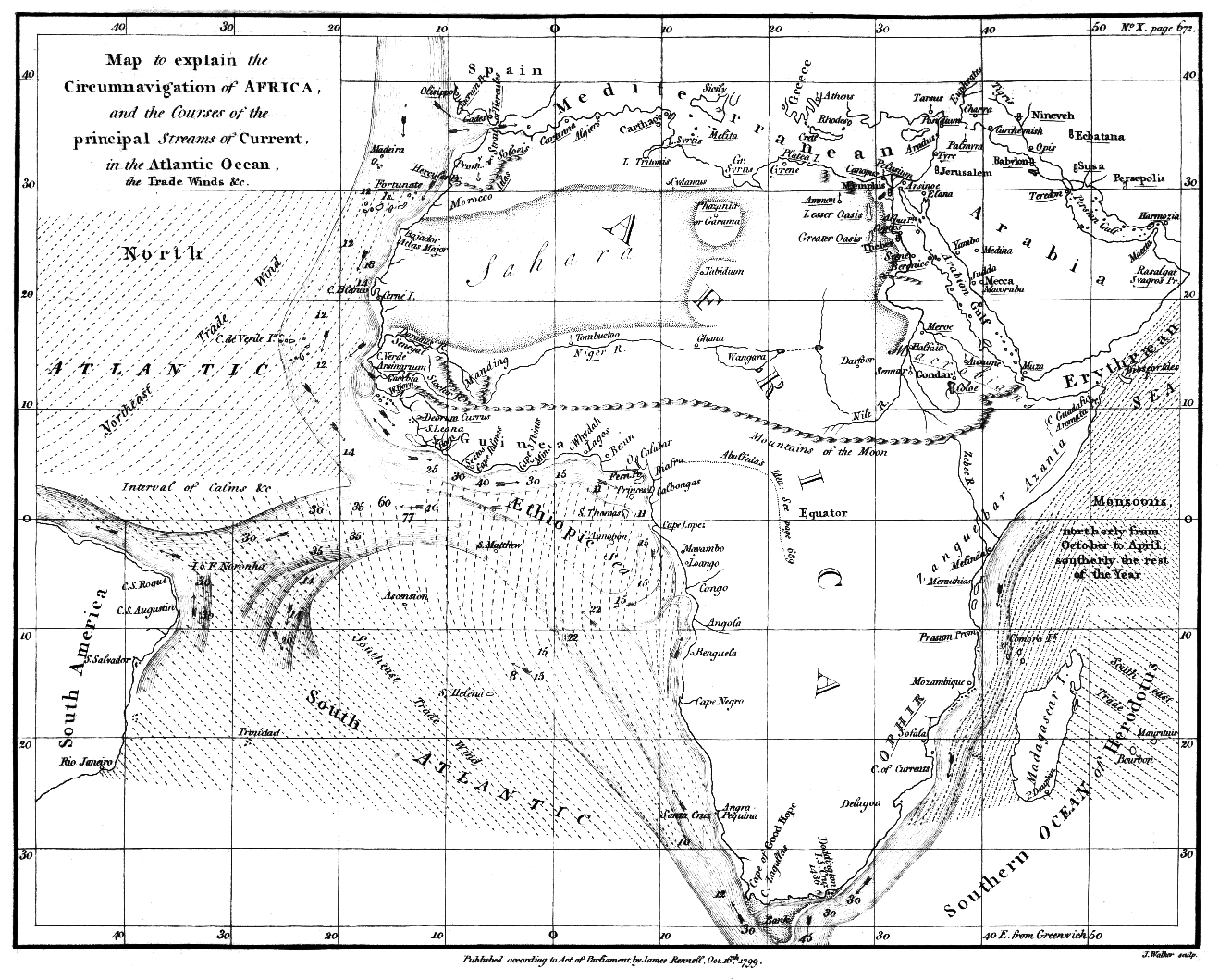
Von Rennell erstellte Karte der Meeresströmungen der Ozeane um Afrika (1799), aus seinem Buch The Geographical System of Herodotus. Der Niger fließt hier ostwärts, um im Gebiet der Wangara in einen See zu münden, südlich davon sind die Mountains of the Moon zu sehen.

Allerdings war „die Landkarte seines Innern noch immer nur ein weit ausgedehnter weißer Fleck“, was aus Sicht der African Association „als große Schande für das gegenwärtige Zeitalter betrachtet werden muss.“ Insbesondere was den Niger betraf, waren zu Ende des 18. Jahrhunderts in Europa weder Quelle noch Lauf oder Mündung bekannt. Es gab nur einige vage Theorien, welche sich noch an die Überlieferungen von frühzeitlichen Geographen wie Herodot, Al-Idrisi oder Leo Africanus anlehnten: Man vermutete beispielsweise, beim Niger könne es sich um keinen eigenständigen Fluss, sondern lediglich um einen anderen Namen für den westwärts fließenden Gambia oder Senegal handeln. Oder, sofern das unzutreffend wäre, dass er ostwärts in den Nil oder Kongo übergehe. Eine weitere beliebte Theorie wurde auch von James Rennell vertreten, dem Kartographen der African Association, wonach der Niger östlich von Timbuktu in einen großen Sumpf oder Binnensee münde (Lit.: Sattin, 2003, S. 120; Müller, 1980, S. 235).

Zum Vergleich: Der Niger in seinem tatsächlichen Verlauf.

Die Bestimmung der Lage des Nigers wurde durch dessen ungewöhnliche Sichelform erschwert: Nur 300 km vom Atlantischen Ozean entspringend fließt er in nordöstlicher Richtung landeinwärts, um dann hinter Timbuktu um 90 Grad nach Südosten zu drehen und schließlich in den Golf von Guinea zu münden. Man vermutete zudem, dass sich südlich des Nigers durch ganz Afrika eine Gebirgskette namens Mountains of the Moon bzw. Berge von Kong ziehe, welche der Niger unmöglich passieren könne.

## Die erste Reise: Die Ein-Mann-Expedition

### Im Auftrag der African Association
Nachdem Park Anfang 1794 aus Sumatra zurückgekehrt war, bot er seinen Dienst der African Association an, die nach einem Nachfolger für Major Daniel Houghton suchte. Houghton war 1790 ausgesandt worden, um ebenfalls den Verlauf des Niger zu erkunden, aber nach einem Überfall mittellos in der Sahelzone verhungert.
Am 17. April 1794 erhielt Park mit Unterstützung von Joseph Banks die feste Zusage der African Association. Er war nach Simon Lucas, John Ledyard und Daniel Houghton somit der vierte Afrika-Reisende, der von ihrem fünfköpfigen Komitee ausgewählt wurde. Vom 1. August 1794 an sollte er 7½ Schilling pro Tag erhalten, ab seinem Aufbruch vom Gambia ins Landesinnere Afrikas für zwei Jahre das Doppelte. Außerdem wurden 200 Pfund für seine Ausrüstung gewährt. Das war deutlich mehr als die 50 Schilling pro Monat, die er als Hilfsarzt an Bord der Worcester erhalten hatte, allerdings auch nicht übermäßig viel für solch eine gefährliche Reise. Der Grund hierfür war, dass die African Association seine Reise nur über Subskriptionen ihrer Mitglieder finanzieren konnte.
Am 21. April 1794 bekam er die förmlichen Anweisungen seines Auftraggebers, über die er später in seinem Reisebericht sagte:
„Meine Instruktionen waren klar und knapp. Ich wurde beauftragt, nach meiner Ankunft in Afrika zum Niger vorzudringen, entweder über Bambouk oder auf jedem anderen Weg, der sich als der geeignetste erweisen würde. Dass ich die Richtung und wenn möglich Ursprung und Ende dieses Flusses in Erfahrung bringen sollte. Dass ich mir die größte Mühe geben sollte, die wichtigsten Dörfer und Städte in seiner Nachbarschaft, besonders Tombuctoo und Houssa, zu besuchen; und dass es mir danach freistehen sollte, entweder über den Gambia oder auf dem Weg, der mir unter den dann bestehenden Umständen meiner Lage und meiner Aussichten ratsam erscheinen würde, nach Europa zurückzukehren.“
Seine Angehörigen waren alles andere als begeistert, „denn sie waren sicher, er werde nie zurückkommen“, so sein Schwager James Dickson. Auch Park wusste um die Gefahr seiner Reise:
„Sollte ich auf meiner Reise zugrunde gehen, war ich bereit, meine Hoffnungen und Erwartungen mit mir untergehen zu lassen; und sollte es mir gelingen, meinen Landsleuten die Geographie Afrikas vertrauter zu machen und ihrem Ehrgeiz und Fleiß neue Quellen des Wohlstands und neue Handelswege aufzutun, wusste ich, dass ich in den Händen von Ehrenmännern war, die nicht versäumen würden, die Belohnung zu geben, die meine erfolgreichen Dienste in ihren Augen verdienten.“
Zudem hatte Park „den brennenden Wunsch, die Erzeugnisse eines so wenig bekannten Landes zu untersuchen und durch eigene Erfahrung die Lebensweise und das Wesen der Eingeborenen kennenzulernen“. Vor allem aber war er fasziniert von der Idee, als Entdecker des Niger zu gelten. Neben Kleidung, Mantel, Decke und einem Schirm hatte er einen Taschensextanten, zwei Kompasse, ein Thermometer und zwei Schrotflinten bei sich. Er ging genauso gekleidet wie in Großbritannien. Anders als spätere Reisende wie Friedrich Konrad Hornemann oder Jean Louis Burckhardt versuchte er also nicht, seine Herkunft zu verheimlichen.

### Von der Küste bis Kaarta

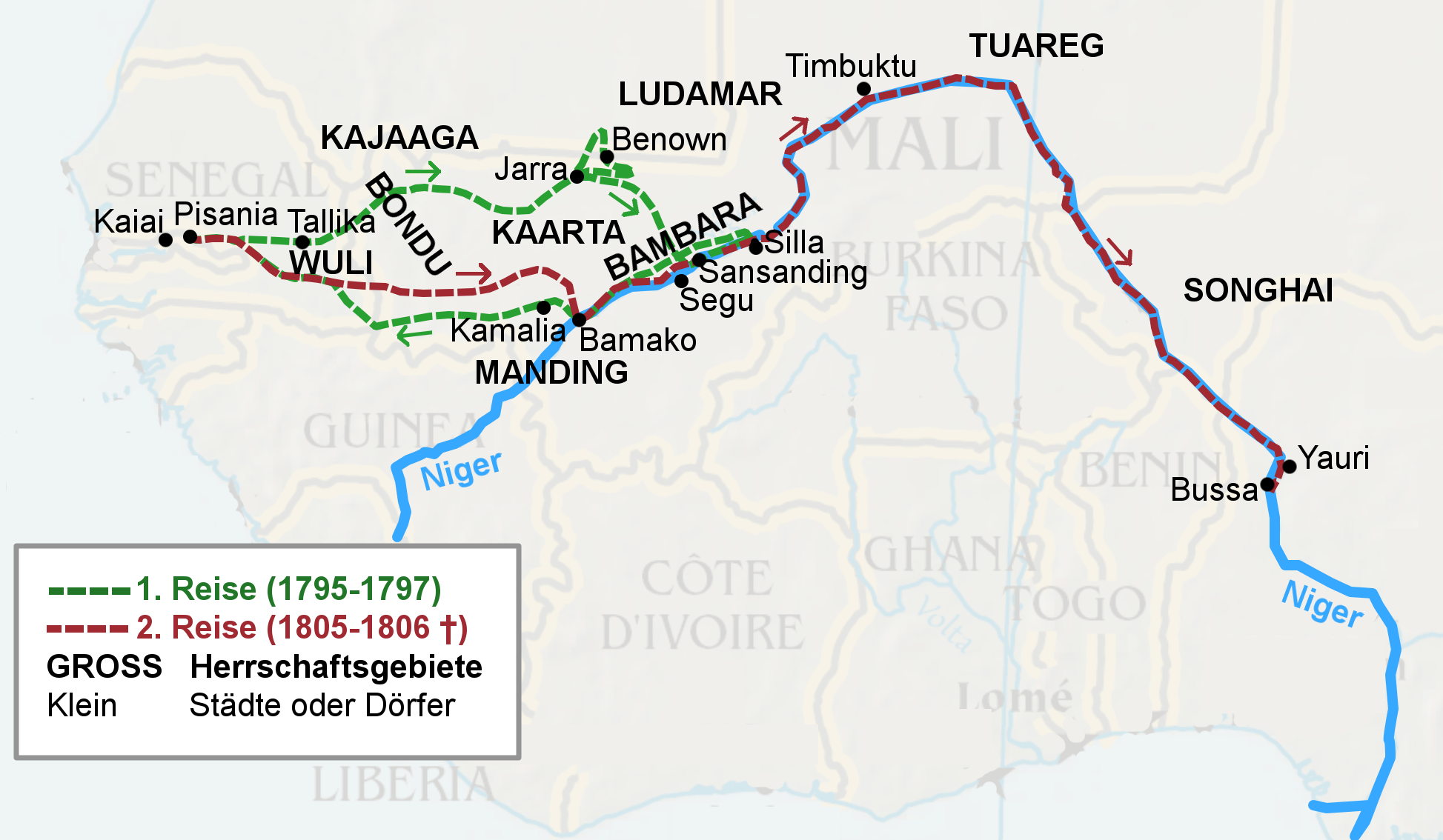
Kartenskizze von Mungo Parks Reisen in Westafrika

Am 22. Mai 1795 legte er an Bord des Handelsschiffes Endeavour von Portsmouth ab. Einen Monat später ging Park in Jillifree am Gambia, heute Juffure, an Land. Nach einigen Tagen Reise landeinwärts kam er am 5. Juli 1795 in Pisania, nahe dem heutigen Karantaba Tenda, an. Hier verbrachte er fünf Monate in einer englischen Faktorei beim Sklavenhändler Laidley, um die Regenzeit abzuwarten, sich zu akklimatisieren und Mandingo zu erlernen. Ende Juli erkrankte er an Fieber, wobei es sich wahrscheinlich um die zu jener Zeit noch unbekannte Malaria handelte. Vermutlich wurde er hierbei teilimmunisiert und ging somit, ohne es zu wissen, gestärkt aus der Krankheit hervor. Heute steht in Karantaba Tenda das Mungo Park Memorial und markiert den Ausgangspunkt der Reise.
Ende November 1795 brach Park von Pisania landeinwärts auf. Am 3. Dezember verabschiedete er sich von Laidley, welcher ihn noch ein Stück des Weges begleitet hatte:
„Ich hatte nun unbegrenzten Wald und ein Land vor mir, dessen Einwohnern das zivilisierte Leben ganz fremd war; und wovon die meisten einen weißen Mann wie einen Gegenstand der Neugierde oder der Plünderung betrachteten. Ich bedachte, dass ich mich vom letzten Europäer getrennt hätte, den ich vielleicht sehen würde, und vielleicht auf immer die Annehmlichkeiten der christlichen Gesellschaft verlassen hatte.“
Selbst die emanzipiertesten Köpfe der damaligen Zeit hielten die europäische Kultur gegenüber der afrikanischen für überlegen, auch Mungo Park war hier keine Ausnahme.
„Wie sehr ist zu wünschen, dass die Gemüter eines Volks von solchen Gesinnungen und solcher Treue durch die wohltätigen Wirkungen des Christentums möchten gemildert und zivilisiert werden!“
Dennoch empfand er keinen rassistischen Hass gegenüber den Menschen Afrikas, deren Kultur und Sitten er für unterlegen und nicht nur anders hielt, sondern er war
„völlig überzeugt, dass welche Verschiedenheit auch immer zwischen einem Neger und Europäer in Hinblick auf die Gestalt der Nase oder der Farbe der Haut sein möchte, so gibt es doch keine im Hinblick auf die echten Sympathien und charakteristischen Gefühle unserer gemeinsamen Natur.“

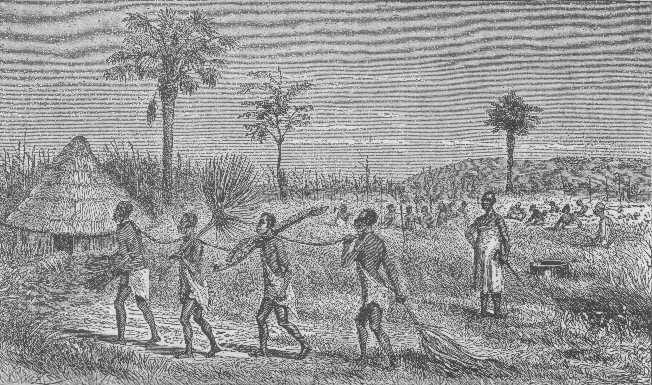
Sklaven im östlichen Afrika, aus H. B. Scammel, Stanley and the White Heroes in Africa, 1890

Mit ihm waren zwei Diener: Demba, der Haussklave Laidleys, der bei gutem Benehmen nach der Reise die Freiheit erhalten sollte, und Johnson, welcher für seine Dienste bezahlt wurde. Johnson sprach Mandingo, während Demba zusätzlich auch noch Serahuli beherrschte, wodurch beide Park bei der Verständigung mit den Menschen Westafrikas helfen konnten.
Die Gruppe führte lediglich ein Pferd, zwei Packesel und Nahrung für zwei Tage mit sich. Anfangs waren sie in Begleitung von zwei Sklavenhändlern, einem muslimischen Reisenden und einem Schmied, welche auch ostwärts gingen.
Ohne große Probleme durchquerten sie das Reich Wuli, dessen König Mansa Jatta sie in Medina vier Stangen Tabak als Zoll „schenken“ mussten. Sich den Weg „freizuschenken“, war im Gegensatz zur blutigen zweiten Reise typisch für Parks erste Expedition. Da weiße Menschen in der Nähe der Küste nicht unbekannt waren, wurden Park und seine Begleiter von den Einwohnern Wulis freundlich aufgenommen.
Am 13. Dezember erreichten sie die Stadt Tallika in Bondu. Park stellte fest, dass Bondus Einwohner stärker unter dem Einfluss der „mohammedanischen Gesetze“ stehen. Am 21. Dezember traf er in Fatteconda, der Hauptstadt Bondus, ein. Da es dort im Landesinneren keine Hotels oder ähnliches gab, war es gebräuchlich, dass Fremde im Ortszentrum warteten, bis sie von Ortsansässigen zur Übernachtung eingeladen wurden, was Park selten verweigert wurde (Lit.: Müller, 1980, S. 71). Insbesondere von Seiten der Obrigkeit entgegnete ihm allerdings auch häufig Misstrauen gegenüber den friedlichen Absichten seines Reisezweckes. Der Herrscher Bondus, der Almami Amadi Isati, meinte:
„Es ist unmöglich, sagte er, dass irgendein Mensch mit seinen fünf Sinnen eine so gefährliche Reise unternehmen würde, bloß um Land und Leute zu betrachten.“
Laut Park war es „offensichtlich, dass sein Argwohn aus der Überzeugung entstand, jeder Weiße müsse notwendig ein Kaufmann sein.“
Zu jener Zeit herrschte Krieg zwischen Kaarta und Bambara, und Mungo Park begegnete etlichen Flüchtlingen. Um nicht zwischen die Fronten zu geraten, wählte er den nordöstlichen Weg über Ludamar, um nach Bambara zu gelangen, was sich im Nachhinein jedoch als Fehler herausstellte.

### In Gefangenschaft der Mauren

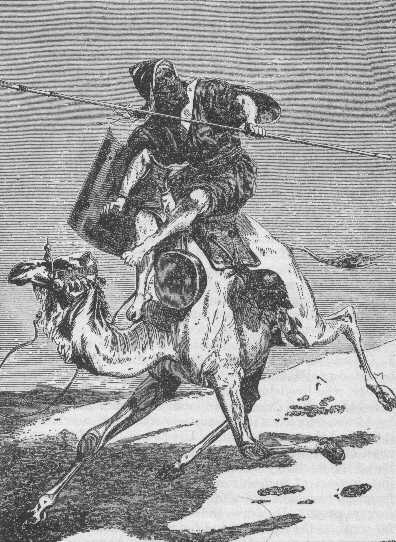
Ein Tuareg-Krieger, aus H. B. Scammel, Stanley and the White Heroes in Africa, 1890

Es war nicht leicht, seine Diener Demba und Johnson zur Weiterreise nach Ludamar zu bewegen, denn:
„Das wilde und trotzige Benehmen der Mauren hatte meine Leute so abgeschreckt, dass sie erklärten, sie wollten lieber jedem Anspruch auf Belohnung entsagen, als auch nur einen Schritt weiter gegen Osten zu reisen. In der Tat wurde die Gefahr, welche sie schilderten, von den Mauren ergriffen und in die Sklaverei verkauft zu werden, mit jedem Tage offensichtlicher; und ich konnte ihre Besorgnisse nicht verurteilen.“
Diese Angst war nicht unbegründet, denn laut Park waren Schwarze aus Sicht der arabischen Mauren und Tuareg minderwertig:
„Diese gastfreundlichen Leute [die Schwarzen] werden von den Mauren als eine nichtswürdige Sklavenbrut betrachtet, und dementsprechend behandelt.“
Dennoch verließen sie am 27. Februar 1796 Jarra, eine Stadt an der Grenze zu Ludamar, und gelangten am 1. März nach Deena. Die Begrüßung durch die Mauren war laut Park äußerst hasserfüllt:
„Sie zischten, schrien und beschimpften mich; sie spuckten mir sogar ins Gesicht, in der Absicht, mich zu reizen, damit ich ihnen einen Vorwand lieferte, mein Gepäck zu beschlagnahmen. Aber als sie merkten, dass derartige Beleidigungen nicht die gewünschte Wirkung hatten, nahmen sie zu dem letzten und ausschlaggebenden Argument Zuflucht, dass ich ein Christ sei und mein Besitz selbstverständlich eine rechtmäßige Beute für die Anhänger Mohammeds sei. Sie öffneten folglich meine Bündel und nahmen mir alles, was ihnen gefiel.“

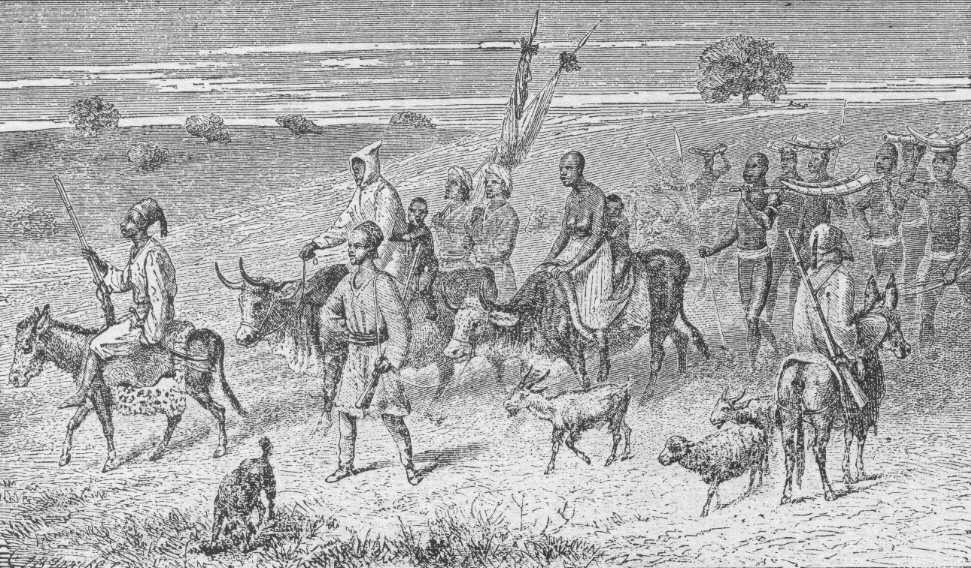
Eine Gruppe arabischer Handelsreisender, aus H. B. Scammel, Stanley and the White Heroes in Africa, 1890

Park geriet am 7. März in Gefangenschaft, aber nicht nur wegen seiner Fremdartigkeit, sondern auch, weil er für einen Spion gehalten wurde. Wahrscheinlich vermutete der maurische Herrscher Ali, nicht ganz zu Unrecht, dass Parks Hintermänner den Mauren den Transsaharahandel streitig machen wollen:
„Ich war ein Fremder, ich war unbeschützt und ich war ein Christ. Jeder dieser Umstände einzeln genommen ist ausreichend, um aus dem Herzen eines Mauren jeden Funken von Menschenliebe zu verbannen. Wenn sie aber wie bei mir in einer Person vereinigt anzutreffen waren, wenn noch über dem der Argwohn allgemein herrschte, dass ich als ein Spion in das Land gekommen sei, so wird sich jeder Leser leicht vorstellen können, dass ich in einer solchen Lage alles zu fürchten hatte.“
Den Beginn seiner Gefangenschaft verbrachte er in Alis Lager in Benown. Anfangs musste er sich seine Unterkunft mit einem Schwein teilen, welches für Muslime ein unreines Tier ist. Ab Mai 1796 wurde das Lager aufgrund des Krieges ins nördlichere Bubaker verlegt.
Christen waren in dieser Gegend im Landesinneren weitgehend unbekannt:
„Es ist wahrscheinlich, dass viele von ihnen vor meiner Ankunft in Benown nie einen Weißen gesehen hatten. Alle waren aber gelehrt worden, den Christlichen Namen mit unbegreiflicher Abscheu zu betrachten, und es für nahezu ebenso erlaubt zu halten, einen Europäer zu ermorden, wie einen Hund totzuschlagen.“
Am Ende wurde sein Diener Demba trotz der Einsprüche Parks versklavt. Johnson, welcher nicht weiterreisen mochte, kehrte mit einigen Aufzeichnungen Parks zum Gambia zurück. Park selbst konnte am Morgen des 2. Juli in einem günstigen Moment fliehen, der auch aus dem sinkenden Interesse Alis an seiner Person erwuchs. Er hatte alles verloren, bis auf sein Pferd und einen Kompass. Zum ersten Mal war er nun allein in Afrika unterwegs und vollkommen auf die Hilfe Einheimischer angewiesen.

### Erreichen des Nigers
Auf dem Weg durch Bambara, welches in der Sahelzone liegt, litt er tagelang unter großem Durst. Um all sein Gold und seine Geschenke gebracht, musste er nun um Essen betteln. Ihm wurde in den armen Dörfern dieser Gegend kaum länger als eine Nacht Obhut gewährt, wobei er „verstreut liegende Hütten ohne die Mauern“ bevorzugte, „wissend, dass in Afrika, genauso wie in Europa, Gastfreundschaft nicht immer in den höchsten Behausungen anzutreffen ist.“
Am 21. Juli 1796 erreichte er den Niger:
„Als ich nach vorn schaute, sah ich mit unendlicher Freude das großartige Ziel meiner Mission; den lang gesuchten majestätischen Niger, glitzernd in der Morgensonne, so breit wie die Themse bei Westminster, und langsam in östlicher Richtung fließend.“
Wenngleich bereits im 16. Jahrhundert zwei portugiesische Gesandtschaften tief ins westafrikanische Binnenland vordrangen, so ist doch wenig über deren Erfolg bekannt geworden (Lit.: Müller, 1980, S. 36; Duffill, 1999, S. 28). Mungo Park war demnach der erste Europäer am Ufer des Niger, von dem dies heute bewiesen ist.
Er gelangte noch bis Silla flussabwärts, musste aber Ende Juli 1796 einsehen, dass es besser war, umzukehren. Zum einen weil die Regenzeit eingesetzt hatte, zum anderen weil die Gefahr neuerlicher Gefangenschaft drohte:
„Vor allem aber wurde ich gewahr, dass ich immer mehr und mehr der Willkür jener unbarmherzigen Fanatiker [der Mauren] in die Arme eilte; und meine Aufnahme in Sego und Sansanding ließ mich fürchten, dass ich selbst in dem Versuch Jenne zu erreichen umkommen würde, wenn ich nicht des Schutzes eines Mannes von Ansehen unter ihnen genösse, wofür ich keine Mittel besaß mir zu verschaffen, und so würde ich als unnützes Opfer fallen, da meine Entdeckungen mit mir untergehen müssten.“

### Sieben Monate Aufenthalt in Kamalia

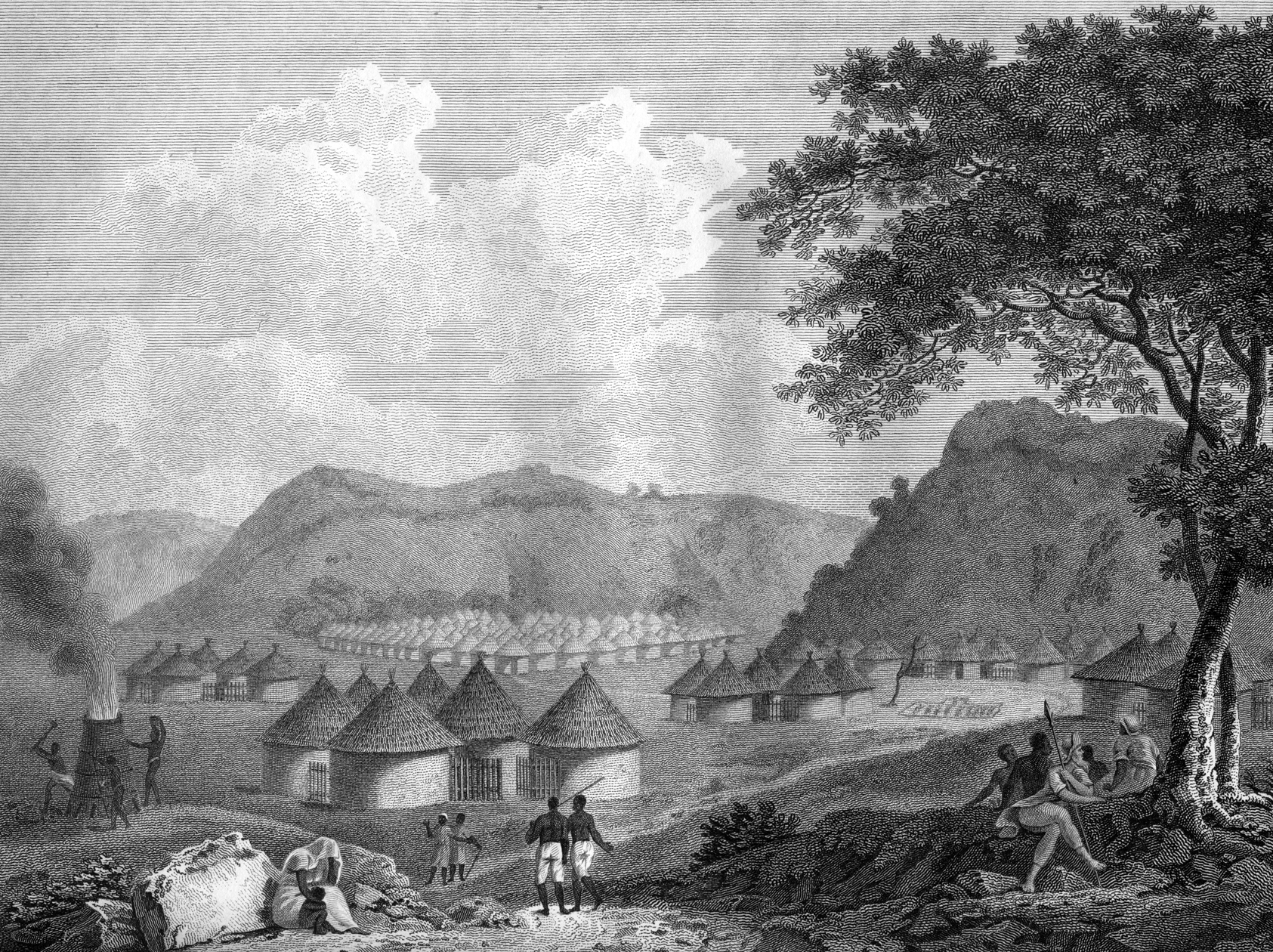
„Ansicht von Kamalia“, Tafel aus der Erstausgabe von Mungo Parks Travels in the Interior of Africa, London 1799

Fiebernd und erschöpft kam Park am 16. September 1796 durch das Dorf Kamalia in Manding, wo ihn der muslimische Sklavenhändler Karfa Taura aufnahm. Park erhielt das Angebot, bis zum Ende der Regenzeit bei ihm zu wohnen, um dann mit ihm zum Gambia zu reisen, wo Karfa ein paar Sklaven verkaufen wollte. Sieben Monate blieb Park in Kamilia. Er nutzte die Zeit, um Einblick in das Leben der Menschen in Manding zu nehmen, welche größtenteils der heute als Malinke bezeichneten Volksgruppe angehörten. Diesen Beschreibungen widmete er viel Raum in seinem Reisebericht. Am 19. April 1797 brachen Karfa Taura und Park im Schutz einer 73-köpfigen Karawane auf und kamen schon am 10. Juni 1797 am Ausgangspunkt von Parks Reise in Pisania am Gambia an.

### Rückkehr nach Großbritannien
Der Handel Europas mit den Städten am Gambia war zu dieser Zeit nicht sehr stark. Deshalb hatte Park Schwierigkeiten, eine direkte Schiffspassage nach Europa zu erhalten. Schließlich legte er am 17. Juni in Kaiai, von ihm als Kayee bezeichnet, an Bord der amerikanischen Charlestown nach Westindien ab. Der Segler steuerte nach der Atlantiküberquerung, beeinflusst durch ungünstige Winde, die Insel Antigua an. Von dort erhielt Park eine Überfahrt nach England und ging am 22. Dezember in Falmouth an Land. Am 24. Dezember 1797 kam der Totgeglaubte in London an.

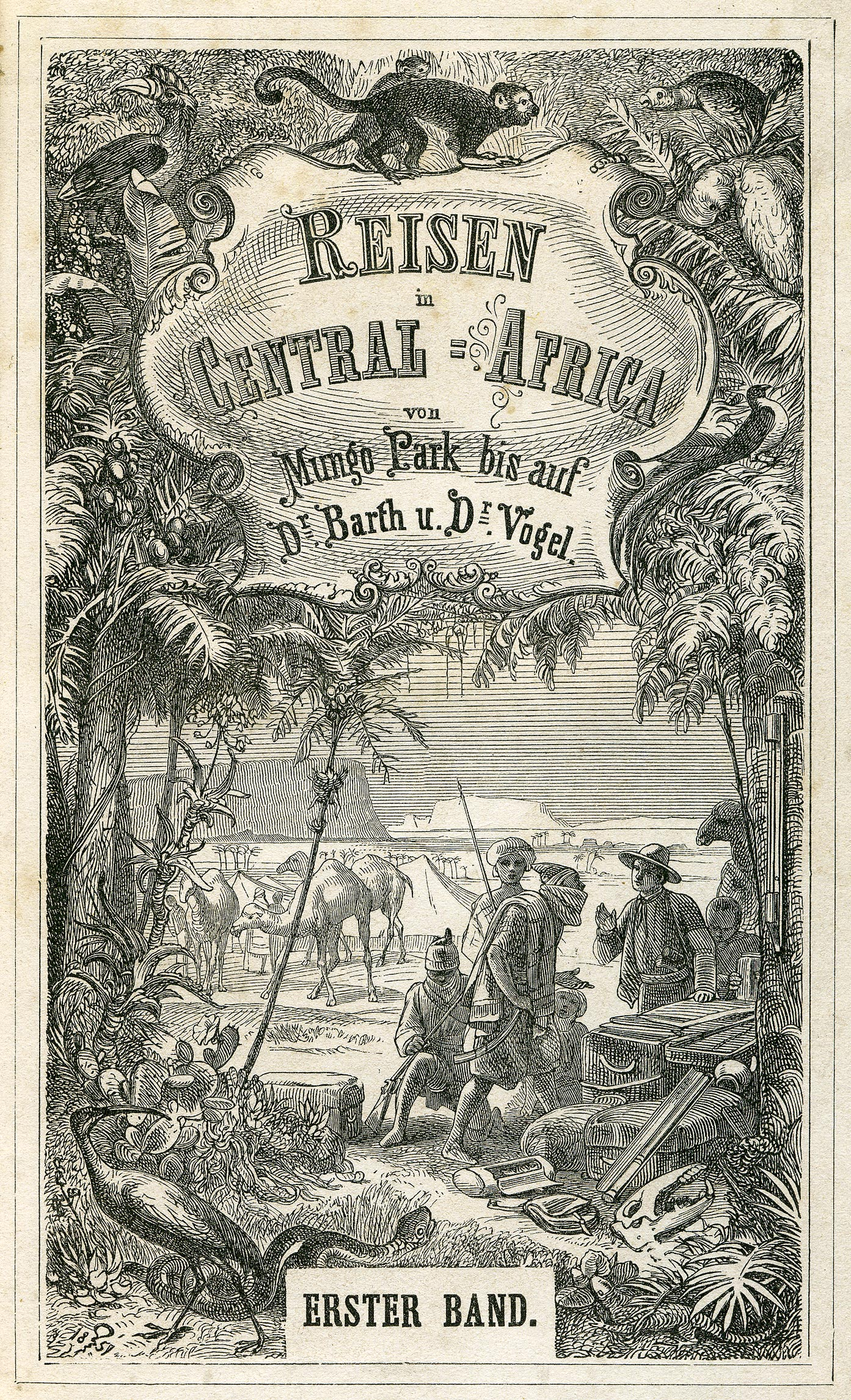
Titelvignette der „Reisen in Central-Afrika – von Mungo Park bis auf Dr. Barth u. Dr. Vogel“ (1859)

Parks Reise war der erste und einzige volle Erfolg der African Association. Ein paar Monate lang wurde er in der Londoner Gesellschaft reihum eingeladen, ehe er nach Selkirk zurückging, um seinen Reisebericht Travels in the Interior of Africa zu schreiben. Das Buch erschien 1799 zusammen mit einer Landkarte James Rennells, welche den Namen Geographische Erläuterungen zu Mr. Parks Reisen trug. Es wurde ein voller Erfolg. Bis 1810 erschienen sechs Auflagen, und bereits 1800 wurde es ins Deutsche und Französische übersetzt. Der Bericht ist heutzutage immer noch ein anerkannter Klassiker in der Literaturgattung Reiseberichte.

## Zwischen den Reisen: Park als Arzt, Vater und Ehemann
1798 erhielt Mungo Park von Banks das Angebot einer Erkundungsreise nach Australien. Park lehnte nach anfänglichem Interesse mit der offiziellen Begründung ab, dass ihm das finanzielle Angebot zu gering erscheine, als dass es sich bei der Expedition aus Sicht der Regierung um eine Reise von einiger Bedeutung handele (Lit.: Müller, 1980, S. 128). Viel wahrscheinlicher ist aber, so sein Schwager James Dickson in einem Brief an Banks, „dass es eine persönliche Verbindung gibt, eine Liebesgeschichte in Schottland, in der aber kein Geld steckt […], welche Ursache dafür ist.“ Hinter der Liebesgeschichte steckte die damals 19-jährige Allison Anderson, die Tochter seines alten Lehrmeisters Thomas Anderson, welche Park schon während seiner Ausbildung kennengelernt hatte. Am 2. August 1799 fand in Selkirk die Hochzeit statt.
Park wäre 1800 gern zeitnah zu einer zweiten Expedition an den Niger aufgebrochen. Allerdings erhielt er kein Angebot von Seiten der Regierung. So ließ er sich 1801 mit wenig Freuden als Arzt mit seiner Familie in Peebles nieder. „Ein Landarzt zu sein, ist bestenfalls ein mühseliger Beruf; und ich will mit Freuden die Lanzette und die Gipsschale an den Nagel hängen, wenn ich eine geeignetere Stellung bekommen kann“, schrieb Park im Oktober 1801 an Banks. Allerdings kam es zu Verzögerungen und so war seine Frau Allison bereits mit dem vierten Kind im sechsten Monat schwanger, als Park 1805 letztlich doch noch zu seiner zweiten Reise aufbrechen konnte.

## Die zweite Reise: Die Regierungsexpedition

### Verhandlungen mit der Regierung
Im Oktober 1803 erhielt Park von der britischen Regierung das Angebot zu einer weiteren Niger-Expedition. Allerdings trat die Regierung um den Premierminister Henry Addington im Mai 1804 zurück, so dass es vorerst nicht dazu kam.
Park nutzte die Zeit, um in Peebles sein Arabisch zu verbessern. Außerdem verfasste er eine Denkschrift, eine Art Bewerbungsschreiben, die dem neuen britischen Kriegsminister Lord Camden am 4. Oktober 1804 vorgelegt wurde. Die Ziele seiner Reise seien „die Ausweitung des britischen Handels und die Erweiterung unseres geographischen Wissens“ und ferner wolle er untersuchen, „ob irgendein Landesteil für Großbritannien zur Kolonisation brauchbar wäre“. Park wusste, dass dies die Ziele der Regierung waren, kümmerte sich aber in Wirklichkeit während seiner zweiten Reise nur wenig um solche Fragen. Ihm ging es weiterhin darum, den Verlauf des Nigers zu ergründen. Park vertrat zu dieser Zeit die Theorie, dass Niger und Kongo ein Fluss seien. So schrieb er weiter in seiner Denkschrift: „Meine Hoffnungen, auf dem Kongo zurückzukehren, sind im Ganzen gesehen nicht wirklichkeitsfremd“.
Am 2. Januar 1805 erhielt er den förmlichen Regierungsauftrag, „dem Lauf dieses Flusses bis zu der größtmöglichen Entfernung, die auszumachen ist, zu folgen; Verbindung und Verkehr mit den verschiedenen Völkern an seinen Ufern herzustellen; alles einheimische Wissen bezüglich dieser Völker zu erhalten, soweit es in Ihrer Macht steht, …“
Aus den Erfahrungen der ersten Reise heraus entschied er sich, im Schutze einer Karawane zu reisen. Diese versprach nicht nur Sicherheit gegenüber der rauen Natur, sondern auch gegenüber der Willkür afrikanischer Herrscher. Der Nachteil war, dass er so nur langsam vorankommen würde und sich demnach keine zu späte Abreise leisten konnte, wollte er die Regenzeit vermeiden.
Die Regierung ernannte Park zum Hauptmann und damit zum Leiter der staatlichen Expedition. Sein Schwager Alexander Anderson wurde als Leutnant Zweiter in der Rangfolge. Ebenfalls an Bord war als technischer Zeichner George Scott. Zu der Besatzung gehörten noch Leutnant Martyn, zwei Seeleute, ein Sergeant, ein Korporal und 33 einfache Soldaten, die nach Gorée strafversetzt worden waren und mit dem Versprechen, im Anschluss an die Reise begnadigt zu werden, geködert werden konnten. Insgesamt waren es 45 Europäer. Außerdem sollten eigentlich noch 15 bis 20 afrikanische Handwerker von Gorée zur Mitreise bewegt werden, von denen sich aber keiner auf dieses Abenteuer einlassen wollte. Ferner waren noch vier Schiffszimmerleute dabei, die aus dem Material, welches den ganzen Weg bis zum Niger transportiert wurde, zwei 12-Meter-Boote bauen sollten. Vor Ort kauften sie noch ungefähr fünfzig Esel und sechs Pferde. Park hatte nunmehr Tiere und Ausrüstung im Wert von mehr als 2000 Pfund dabei, also weitaus mehr als bei seiner ersten Reise, welche noch durch die African Association finanziert worden war (Lit.: Müller, 1980, S. 183).
Als Park am 31. Januar 1805 an Bord des Frachters Crescent in See stach, war er bereits drei Monate hinter seinem eigenen Zeitplan. Bereits hier hätte klar sein müssen, dass es nahezu unmöglich werden würde, innerhalb der Trockenzeit bis zum Niger zu reisen. Erst am 15. April 1805 gingen sie in Kaiai am Gambia an Land. Die Überfahrt hatte länger gedauert als erwartet und warf ihn im Zeitplan nochmals zurück. Statt am Gambia zu verbleiben und wie auf der ersten Reise in Pisania in geschütztem Umfeld die Regenzeit zu überbrücken, erledigte Park schnell die letzten Reisevorbereitungen, um aufbrechen zu können. Er konnte noch einen Händler namens Isaaco engagieren, der bereit war, die Karawane mit seiner eigenen kleinen Gruppe bis zum Niger zu begleiten. Das war wichtig, weil Park bis zu diesem Zeitpunkt immer noch keinen afrikanischen Führer gefunden hatte, der bereit gewesen wäre, sich auf dieses Unterfangen einzulassen. Im Gegenzug erhielt Isaaco den Wert von zwei Sklaven, was in Westafrika dem Gegenwert von 40 Pfund entsprach.

### Beginn der Regenzeit
In Kaiai hatte Mungo Park die Reise zum Lauf des Nigers noch auf sechs Wochen geschätzt, tatsächlich wurden es nun 3 ½ Monate. Zum Vergleich: Die Karawane auf dem Rückweg der ersten Reise mit Turfa brauchte ungefähr sieben Wochen (Lit.: Müller, 1980, S. 197). Das lag daran, dass in der Nacht zum 5. Juni 1805 die gefürchtete Regenzeit begann (Lit.: Sattin, 2003, S. 239). Park
„zitterte bei dem Gedanken, dass wir erst die Hälfte unserer Reise [zum Niger] geschafft hatten“, als sie am 10. Juni 1805 in Shrondo haltmachten.
Umkehren wäre nun kaum besser gewesen, und so kämpften sie sich durch verschlammte Wege und überflutete Flüsse. Am 19. August erreichten sie nahe Bamako den Niger. Die Regenzeit hatte die Karawane arg geschwächt. Vom Einsetzen der Regenzeit bis zur Ankunft am Niger starben 31 Mann oder zwei Drittel der Gruppe, die meisten durch Krankheiten (Lit.: Müller, 1980, S. 192). So geschwächt wurden sie häufiger das Ziel von Überfällen, und auch die Zollforderungen der afrikanischen Machthaber erhöhten sich. Am Niger angekommen war die ursprüngliche Karawane auf zehn bis zwölf Leute zusammengeschrumpft (Lit.: Müller, 1980, S. 197).

### Auf dem Boot den Niger entlang
Aufgrund der Regenfälle war der Fluss auf eine Breite von anderthalb, an Stromschnellen bis zu drei Kilometern angeschwollen und hatte eine Geschwindigkeit von etwa 8 km/h. Nach zweitägiger Rast beschlossen sie, in Sansanding ein Boot zu bauen, wo sie am 26. September 1805 ankamen. Das Fahrzeug taufte Park nach dem einheimischen Namen des Nigers auf „H.M.S. Joliba“. Die Joliba war wegen der zahlreichen Stromschnellen so gebaut, dass sie nur einen Tiefgang von etwa 30 Zentimeter hatte. Die verbliebenen Männer weilten in Sansanding für insgesamt zwei Monate. Zuvor hatten sie sich mit Hilfe etlicher Geschenke den Schutz von Mansong, dem Herrscher Bambaras, gesichert. Park kam es nicht in den Sinn, sich von Mansong einen Schutzbrief für die weitere Reise ausstellen zu lassen. Die Erfahrung späterer Reisender wie Friedrich Konrad Hornemann oder Jean Louis Burckhardt zeigte, dass solch eine Art Referenzschreiben hilfreich beim Durchqueren unbekannter islamischer Gebiete sein konnte.
Am 28. Oktober starb nach langer Krankheit Parks Schwager und Freund Alexander Anderson. Trotz großer Trauer hatte Park weiterhin, wie er in seinem letzten Brief vom 17. November 1805 an Lord Camden schrieb, „den festen Entschluss, die Mündung des Niger zu entdecken oder bei dem Versuch zugrunde zu gehen.“
An seine Frau schrieb Park, dass er beabsichtige, weder anzuhalten noch irgendwo mit dem Schiff anzulegen, bis er die Küste gegen Ende Januar 1806 erreiche. Diese Briefe nahm der Begleiter Isaaco, der die Gruppe hier in Sansanding verließ, zurück zum Gambia, zusammen mit dem Reisebericht, welcher später als The Journal of a Mission to the Interior of Africa in the Year 1805 veröffentlicht wurde. Es waren die letzten erhaltenen Nachrichten Parks. Über die Expeditionsgruppe hörte man nichts mehr, bis Berichte über ein Desaster die Siedlungen des Gambia erreichten.

### Die Suche nach Mungo Park
Durch einen glücklichen Zufall erfuhr Major Charles Maxwell, der auf Gorée das Kommando hatte, Anfang 1810, dass sich Isaaco an der senegalesischen Küste aufhielt. Isaaco wurde noch im selben Jahr verpflichtet, nach Sansanding zurückzukehren, um das Schicksal Parks zu ergründen. Er kehrte im September 1811 mit einem Bericht von Amadi Fatoumas zurück. Amadi wurde in Sansanding als Ersatz für Isaaco als Führer in den Dienst genommen und blieb in dieser Funktion, bis Yauri erreicht wurde.
Park muss während der Flussfahrt sehr zurückhaltend vorgegangen sein. Er versuchte, den Kontakt zur Bevölkerung auf ein Minimum zu beschränken, um Angriffe durch die Anwohner des Niger zu vermeiden. So besuchten sie wohl auch nicht Timbuktu, um kein zusätzliches Risiko einzugehen. Sie befanden sich nun im Gebiet der Tuareg, und Park muss seine Gefangenschaft aus der ersten Reise noch in Erinnerung gehabt haben. Auf sich nähernde Einheimische wurde oft geschossen, oft aus Missverständnissen heraus (Lit.: Müller, 1980, S. 224). Es gab aber auch mehrere Angriffe der Tuareg auf Parks Boot, welche mit Gewehren zurückgeschlagen wurden. Park und seine Gefährten gingen äußerst brutal vor und, so gab Amadi zu Protokoll, „töteten eine große Zahl von Männern.“ Selbst Jahre später gerieten andere Forschungsreisende in Verlegenheit, weil sie wie beispielsweise 1826 Gordon Laing für „den Christen [gehalten wurden], der Krieg gegen die Bewohner der Ufer des Niger führte und welcher mehrere der Tuareg tötete und viele verwundete.“ Noch 50 Jahre später wussten Einheimische gegenüber Heinrich Barth vom barbarischen Vorgehen Parks zu berichten.
Nach Ende des Tuareg-Landes ging die Weiterreise jedoch friedvoller vonstatten. Aufgrund des Nordost-Passats kamen sie zudem schneller voran. In der zweiten Januarhälfte erreichten sie laut Amadi den Ort Yauri, wo dieser wie vereinbart die Gruppe verließ. Zu diesem Zeitpunkt waren es laut seiner Auskunft noch vier Europäer, die meisten anderen Quellen sprachen jedoch von zwei bis drei. Park musste nun klar sein, dass der Niger in den Atlantik fließt, welcher nicht mehr weit entfernt sein konnte.
Ende Januar oder Anfang Februar 1806 fand Mungo Park jedoch den Tod auf dem Niger. Da sein Tagebuch nie entdeckt wurde, gibt es zur genauen Ursache mehrere Theorien. Laut Amadi habe der Machthaber Yauris seinem „König“ die Geschenke, die er von Park erhielt, vorenthalten. Der hintergangene Herrscher habe daraufhin Park bei Boussa angegriffen, als dieser mit seinem Boot auf einer Stromschnelle festgelaufen sei. Eine andere Geschichte von Richard Lander geht davon aus, dass Park für die Vorhut der Fulani gehalten wurde. Diese führten zu dieser Zeit einen Dschihad gegen die Hausa und rückten ebenfalls von Norden gen Süden vor. Im Großen und Ganzen war es aber in erster Linie die verspätete Abreise Parks und die damit verbundene Regenzeit, welche ihn und seine Gefährten das Leben kostete. In dem Film Ins heiße Herz Afrikas – Eine Entdeckungsreise auf dem Niger (2/2) – Jenseits von Timbuktu, in dem über Mungo Parks Reise durch Afrika entlang des Nigers berichtet wird, gehen die Beteiligten davon aus, dass Mungo Park ganz profan mit seinem Boot in den Stromschnellen gekentert und dabei ertrunken sei.

## Rückblick und Nachleben
Erst 1830 wurde das Mündungsdelta des Nigers durch die Gebrüder Richard und John Lander entdeckt. Allerdings entpuppte sich der Fluss aufgrund der vielen Stromschnellen als nahezu unbrauchbar als Transportweg ins Landesinnere. Die Hoffnungen der britischen Regierung auf Kolonisation und Handelsbeziehungen erfüllten sich damit nicht. Dennoch führten der Bau von Dampfschiffen, die Verwendung von Chinin gegen Malaria und die Weiterentwicklung von Waffen gegen 1900 dazu, dass Timbuktu durch Frankreich und Nigeria durch Großbritannien erobert wurde. Die Stadt Bussa, wo Park einst ums Leben kam, musste dem 1968 fertiggestellten Kainji-Stausee weichen und existiert heute nicht mehr.
Im Jahre 1827 ging Thomas, Parks zweiter Sohn, an Guineas Küste an Land. Er hatte Bussa zum Ziel, da er Gerüchten Glauben schenkte, dass ein etwa 50-jähriger weißer Mann, womöglich sein Vater, dort gefangen gehalten werde. Nachdem er eine kleine Strecke zurückgelegt hatte, starb er, als er von einem Baum fiel. Er hatte nach einem langen Tagesmarsch seinen Durst mit Alkohol gelöscht. Parks Witwe starb im Jahre 1840.
Im Jahre 1826 nannte der Botaniker Robert Brown eine Gattung von „Urwaldriesen“ aus der Familie der Hülsenfrüchtler Mungo Park zu Ehren Parkia.
Seit 1930 vergibt die Royal Scottish Geographical Society die Mungo-Park-Medaille als Anerkennung für herausragende Leistungen auf geographischem Gebiet und/oder einem praktischen Beitrag zur Menschlichkeit in möglicherweise gefährlicher Umgebung.
In T. C. Boyles Roman Wassermusik ist Mungo Park die Hauptfigur.
Die frühere Fluggesellschaft British Caledonian Airways benannte eine ihrer beiden Boeing 747 nach Mungo Park.

### Mungo Parks Reiseberichte
- Anonym: Life and Travels of Mungo Park in Central Africa, London 1838 (E-Book im Project Gutenberg )

Dieses Buch beinhaltet neben Ausführungen über das Leben Mungo Parks vollständig den Bericht seiner ersten Reise Travels in the Interior of Africa, ergänzt von einer Zusammenfassung Parks zweiter Reise und den Expeditionen von Denham, Clapperton, Laing, Caillié und anderer Afrikareisender.
online bei archive.org (Edinburgh 1839)
- Mungo Park: Travels in the Interior of Africa – Vol 1 (E-Book im Project Gutenberg ) und Travels in the Interior of Africa – Vol 2 (E-Book im Project Gutenberg ), Cassell & Company edition by David Price, 1893.

Diese beiden Bücher entsprechen dem Bericht zur ersten Reise in leicht gekürzter Fassung.
Hinweise zur Editionsgeschichte hier.
- - 1. Auflage 1799 online bei archive.org
  - Auflage 1807 online bei archive.org
  - Auflage 1813 online
  - Auflage 1815 online
  - Auflage 1907 online
- Mungo Park: The Journal of a Mission to the Interior of Africa in the Year 1805, with an Account of the Life of Mr. Park (by John Wishaw), London 1815 (E-Book im Project Gutenberg )

Dieses Buch beschreibt die zweite Reise mitsamt den Berichten der Führer Isaaco und Amadi Fatoumas.
- Mungo Parks Reisen in Afrika: Von der Westküste zum Niger (Digitalisat in der Google-Buchsuche)
- Reisen im Innern von Afrika (Digitalisat in der Google-Buchsuche)
- Mungo Park: Reisen ins innerste Afrika. Dem Geheimnis des Niger auf der Spur. Edition Erdmann, Wiesbaden 2011, ISBN 978-3-86539-819-2.

### Sekundärliteratur
- Kenneth Lupton: Mungo Park the African Traveler, Oxford University Press, Oxford 1979, ISBN 0-19-211749-1; Übersetzt ins Deutsche von Wolfdietrich Müller: Mungo Park. 1771–1806. Ein Leben für Afrika, F.A. Brockhaus, Wiesbaden 1980, ISBN 3-7653-0317-8 (eine umfangreiche Biografie)
- Mark Duffill: Mungo Park: West African Explorer aus der Reihe Scots’ Lives, NMS Publishing Limited, Edinburgh 1999, ISBN 1-901663-15-9 (eine kompakte Biografie)
- Anthony Sattin: The Gates of Africa: Death, Discovery and the Search for Timbuktu, HarperCollionsPublishers, London 2003, ISBN 0-00-712234-9 (Dieses Buch handelt von der African Association und ihren Reisenden; Kapitel 8, 9, 10 und 13 über Mungo Park)
- Albert Adu Boahen: Britain, the Sahara and the Western Sudan, 1788–1861. Oxford 1964 (Dissertation eines bedeutenden afrikanischen Historikers über die politischen Hintergründe der britischen Afrikaforschung mit ausführlicher Darstellung der Rolle Mungo Parks)
- T. C. Boyle: Wassermusik, Rowohlt, Reinbek 1990, ISBN 3-499-12580-3 (Roman)
- Rudolf Wenk: Geheimnisvoller Strom, Prisma-Verlag Zenner und Gürchott, Leipzig 1960, Neuauflage unter dem Namen des Autors Rudi Czerwenka, Edition digital, Pinnow 2011, ISBN 978-3-86394-080-5

### Originalzitate und Einzelnachweise
1. ↑  Anthony Sattin: The Gates of Africa: Death, Discovery and the Search for Timbuktu, HarperCollionsPublishers, London 2003, S. 1
2. ↑  Eight small fishes from the coast of Sumatra, so der Originaltitel von Parks Aufsatz (Anthony Sattin: The Gates of Africa: Death, Discovery and the Search for Timbuktu, HarperCollionsPublishers, London 2003, S. 132)
3. ↑  “if I succeed I shall acquire a greater name than any (man?) ever did!” (Lit.: Lupton, 1979, S. 36)
4. ↑  “… the map of its Interior is still but a wide extended blank …” und “… that ignorance must be considered as a degree of reproach upon the present age.” (Lit.: Lupton, 1979, S. 21)
5. ↑  siehe Anthony Sattin: The Gates of Africa: Death, Discovery and the Search for Timbuktu, HarperCollionsPublishers, London 2003, ISBN 0-00-712234-9, S. 123
6. ↑  “My instructions were very plain and concise. I was directed, on my arrival in Africa, ’to pass on to the river Niger, either by way of Bambouk, or by such other route as should be found most convenient. That I should ascertain the course, and, if possible, the rise and termination of that river. That I should use my utmost exertions to visit the principal towns or cities in its neighbourhood, particularly Timbuctoo and Houssa; and that I should be afterwards at liberty to return to Europe, either by the way of the Gambia, or by such other route as, under all the then existing circumstances of my situation and prospects, should appear to me to be most advisable.” (Park: Travels in the Interior of Africa)
7. ↑  “for they were sure he would never return” (Lit.: Lupton, 1979, S. 19)
8. ↑  “If I should perish in my journey, I was willing that my hopes and expectations should perish with me; and if I should succeed in rendering the geography of Africa more familiar to my countrymen, and in opening to their ambition and industry new sources of wealth and new channels of commerce, I knew that I was in the hands of men of honour, who would not fail to bestow that remuneration which my successful services should appear to them to merit.” (Park: Travels in the Interior of Africa)
9. ↑  “a passionate desire to examine into the productions of a country so little known, and to become experimentally acquainted with the modes of life and character of the natives.” (Park: Travels in the Interior of Africa)
10. ↑  “I had now before me a boundless forest, and a country, the inhabitants of which were strangers to civilized life, and to most of whom a white man was the object of curiosity or plunder. I reflected that I had parted from the last European I might probably behold, and perhaps quitted for ever the comforts of Christian society.” (Park: Travels in the Interior of Africa)
11. ↑  “How greatly is it to be wished, that the minds of a people so determined and faithful, could be softened and civilized by the mild and benevolent spirit of Christianity!” (Park: Travels in the Interior of Africa)
12. ↑  “fully convinced, that whatever difference there is between the Negro and European, in the conformation of the nose and the colour of the skin, there is none in the genuine sympathies and characteristic feelings of our common nature.” (Park: Travels in the Interior of Africa)
13. ↑  “it is impossible, he said, that any man in his senses would undertake so dangerous a journey, merely to look at the country and its inhabitants” (Park: Travels in the Interior of Africa)
14. ↑  “evident that his suspicion had arisen from a belief, that every white man must of necessity be a trader” (Park: Travels in the Interior of Africa)
15. ↑  “the savage and overbearing deportment of the Moors, had so completely frightened my attendants, that they declared they would rather relinquish every claim to reward, than proceed one step farther to the eastward. Indeed, the danger they incurred of being seized by the Moors, and sold into slavery, became every day more apparent; and I could not condemn their apprehensions.” (Park: Travels in the Interior of Africa)
16. ↑  “These hospitable people are looked upon by the Moors as an abject race of slaves, and are treated accordingly.” (Park: Travels in the Interior of Africa)
17. ↑  „they hissed, shouted, and abused me; they even spit in my face with a view to irritate me, and afford them a pretext for seizing my baggage. But, finding such insults had not the desired effect, they had recourse to the final and decisive argument, that I was a Christian, and of course that my property was lawful plunder to the followers of Mahomet. They accordingly opened my bundles, and robbed me of every thing they fancied. My attendants, finding that every body could rob me with impunity, insisted on returning to Jarra.“ (Park: Travels in the Interior of Africa)
18. ↑  “I was a stranger, I was unprotected, and I was a Christian; each of these circumstances is sufficient to drive every spark of humanity from the heart of a Moor; but when all of them, as in my case, were combined in the same person, and a suspicion prevailed withal, that I had come as a spy into the country, the reader will easily imagine that, in such a situation, I had every thing to fear.” (Park: Travels in the Interior of Africa)
19. ↑  “It is probable that many of them had never beheld a white man before my arrival at Benowm; but they had all been taught to regard the Christian name with inconceivable abhorrence, and to consider it nearly as lawful to murder a European as it would be to kill a dog.” (Park: Travels in the Interior of Africa)
20. ↑  „scattered huts without the walls“ bevorzugte: „knowing that in Africa, as well as in Europe, hospitality does not always prefer the highest dwellings.“ (Park: Travels in the Interior of Africa)
21. ↑  “looking forwards, I saw with infinite pleasure the great object of my mission – the long-sought-for majestic Niger, glittering in the morning sun, as broad as the Thames at Westminster, and flowing slowly to the eastward.” (Park: Travels in the Interior of Africa)
22. ↑  “But about all, I perceived that I was advancing more and more within the power of those merciless fanatics; and from my reception both at Sego and Sansanding, I was apprehensive that,in attempting to reach even Jenne, (unless under the protection of some man of consequence amongst them, which I had no means of obtaining,) I should sacrifice my life to no purpose, for my discoveries would perish with me.” (Park: Travels in the Interior of Africa)
23. ↑  “that thier is some private connection, a love affair in Scotland but no money in it …, that is the cause of it” (Lit.: Lupton, 1979, S. 106)
24. ↑  “A country surgeon is at best a laborious employment; and I will gladly hang up the lancet and plaister ladle whenever I can obtain a more eligible situation.” (Park: Travels in the Interior of Africa)
25. ↑  “the extension of British Commerce, and the enlargement of our Geographical Knowledge” und “whether any part of it might be useful to Britain for colonization” (Lit.: Lupton, 1979, S. 146)
26. ↑  “to pursue the course of this river to the utmost possible distance to which it can be traced; to establish communication and intercourse with the different nations on the banks; to obtain all the local knowledge in your power respecting them, …” (Lit.: Lupton, 1979, S. 150)
27. ↑  “trembled to think that we were only half way through our journey [to the Niger].” (Park: The Journal of a Mission to the Interior of Africa in the Year 1805)
28. ↑  “the fixed resolution to discover the termination of the Niger or perish in the attempt” (Lit.: Lupton, 1979, S. 178)
29. ↑  “killed a great number of men.” (Park: The Journal of a Mission to the Interior of Africa in the Year 1805)
30. ↑  “the Christian who made war upon the people inhabiting the banks of the Niger, who killed several, and wounded many of the Tuaric.” (E. W. Bovill, Friedrich Hornemann, Alexander Gordon Laing: Missions to the Niger Vol. I: The Journal of Friedrich Hornemann’s Travels from Cairo to Murzuk in the Years 1797-8; The Letters of Major Alexander Gordon Laing 1824-6. Seite 294) (dieses Buch ist leider kaum auffindbar, deshalb zitiert nach E. W. Bovill: The Death of Mungo Park, Geographical Journal, Vol. 133, No. 1 (Mar., 1967), S. 6, worauf sich auch die Bemerkungen zu Barth beziehen.)
31. ↑  Ins heiße Herz Afrikas – Eine Entdeckungsreise auf dem Niger (2/2) – Jenseits von Timbuktu, Film von Werner Zeppenfeld, Sendetermin 20. Januar 2015, 08:15 Uhr auf phoenix.